# Makmale
Makmale war eine nubische Königin, sie ist hauptsächlich aus ihrem Grab in Nuri (Nu.40) bekannt. Auf den erhaltenen Objekten trägt sie die Titel Königsgemahlin (Ḥmt-njswt = Hemet-nisut) und Große Königsgemahlin (Ḥmt-njswt-33t = Hemet-nisut-aat), wobei für das Wort groß das ägyptische Wort aat und nicht weret, wie sonst, benutzt wurde. Diese Titelvariante ist auch bei anderen nubischen Königinnen bezeugt. Ihr königlicher Gemahl ist unsicher, doch wird Aspelta vermutet. Ein Uschebti mit ihrem Namen fand sich in Sanam. Dort mag es eine Werkstatt gegeben haben, in der Uschebtis der Königin produziert wurden. Ihr nubischer Name mag übersetzt der Gute Gott bedeuten.